# BOUML
BOUML és una aplicació que permet fer diagrames UML 2 per a especificar i generar codi en C++, Java, Idl, Php, Python i MySQL.
Funciona sobre Unix/Linux/Solaris, Mac OS X (PowerPC i Intel) i Windows.
És relativament ràpid i fa un consum de memòria relativament petit
BOUML és extensible, i es poden escriure extensions en C++ o Java, fent servir BOUML per a la seva definició com qualsevol altre programa. Els generadors de codi i contra-generadors de codi són extensions incloses a la distribució de BOUML.